# Rupert I di Legnica

Stemma della Bassa Slesia

Rupert I (Roberto I) di Legnica (27 marzo 1347 – 12 gennaio 1409) è stato un nobile polacco, duca di Legnica.

## Biografia
Era figlio di Venceslao I di Legnica e di sua moglie Anna di Teschen, figlia di Casimiro I di Teschen.
Il padre Venceslao morì nel 1364, ma Rupert iniziò solo nel 1373 il suo regno su Legnica assieme al fratello Venceslao II. L'anno successivo Rupert fu coinvolto nelle lotte dinastiche di eredità della Slesia. Il 21 maggio 1379, dopo aver ricevuto gli omaggi come vassallo, concluse un trattato con re Venceslao di Lussemburgo, garantendo l'aspettativa dell'eredità di tutti i discendenti di Boleslao III il Prodigo. Nonostante questo, il 6 gennaio 1383 Rupert dovette rinunciare ai suoi diritti sui ducati di Breslavia, Świdnica e Jawor. Dopo la morte di Enrico VIII il Passero, Duca di Głogów-Żagań il 14 marzo 1397, Rupert assunse la reggenza in nome dei suoi figli minori fino al 1401.

## Discendenza
Il 10 febbraio 1372 Rupert ebbe come prima moglie Edvige di Sagan (1350 - 27 marzo  1390), figlia di Enrico V di Ferro, duca di Żagań e vedova del re Casimiro III di Polonia. Ebbero due figlie:
- Barbara (nata intorno al 1384 - Trebitz, 9 maggio 1436), sposò il 6 marzo 1396 Rodolfo III di Sassonia, duca di Sassonia-Wittenberg ed Elettore di Sassonia. Con questo matrimonio Rupert fu l'antenato diretto dei re di Danimarca e della casa Gonzaga, che poi regnò su Mantova e sul Ducato di Monferrato.
- Agnese (nata prima del 1385 - dopo il 7 luglio 1411), suora in Breslavia.

## Ascendenza
|                               |                            |                                      | Genitori                             |  |  | Nonni |  |  | Bisnonni                              |  |  | Trisnonni                    |  |
|                               |                            |                                      |                                      |  |  |       |  |  | Enrico V, duca di Legnica e Breslavia |  |  | Boleslao II, duca di Legnica |  |
|                               |                            |                                      |                                      |  |  |       |  |  | Enrico V, duca di Legnica e Breslavia |  |  | Boleslao II, duca di Legnica |  |
|                               |                            | Edvige di Anhalt                     |                                      |  |  |       |  |  | Enrico V, duca di Legnica e Breslavia |  |  |                              |  |
| Boleslao III, duca di Legnica |                            |                                      |                                      |  |  |       |  |  | Enrico V, duca di Legnica e Breslavia |  |  |                              |  |
|                               |                            | Elisabetta di Kalisz                 | Boleslao, duca della Grande Polonia  |  |  |       |  |  |                                       |  |  |                              |  |
|                               |                            | Elisabetta di Kalisz                 | Boleslao, duca della Grande Polonia  |  |  |       |  |  |                                       |  |  |                              |  |
|                               |                            | Elisabetta di Kalisz                 | Iolanda d'Ungheria                   |  |  |       |  |  |                                       |  |  |                              |  |
| Venceslao I, duca di Legnica  |                            | Elisabetta di Kalisz                 |                                      |  |  |       |  |  |                                       |  |  |                              |  |
|                               |                            | Venceslao II, re di Boemia           | Ottocaro II, re di Boemia            |  |  |       |  |  |                                       |  |  |                              |  |
|                               |                            | Venceslao II, re di Boemia           | Ottocaro II, re di Boemia            |  |  |       |  |  |                                       |  |  |                              |  |
|                               |                            | Venceslao II, re di Boemia           | Cunegonda di Slavonia                |  |  |       |  |  |                                       |  |  |                              |  |
| Margherita di Boemia          |                            | Venceslao II, re di Boemia           |                                      |  |  |       |  |  |                                       |  |  |                              |  |
|                               |                            | Guta d'Asburgo                       | Rodolfo I d'Asburgo, re dei Romani   |  |  |       |  |  |                                       |  |  |                              |  |
|                               |                            | Guta d'Asburgo                       | Rodolfo I d'Asburgo, re dei Romani   |  |  |       |  |  |                                       |  |  |                              |  |
|                               |                            | Guta d'Asburgo                       | Gertrude di Hohenberg                |  |  |       |  |  |                                       |  |  |                              |  |
| Rupert I, duca di Legnica     |                            | Guta d'Asburgo                       |                                      |  |  |       |  |  |                                       |  |  |                              |  |
|                               | Mieszko I, duca di Teschen | Ladislao I, duca di Opole e Racibórz |                                      |  |  |       |  |  |                                       |  |  |                              |  |
|                               | Mieszko I, duca di Teschen | Ladislao I, duca di Opole e Racibórz |                                      |  |  |       |  |  |                                       |  |  |                              |  |
|                               | Mieszko I, duca di Teschen | Eufemia della Grande Polonia         |                                      |  |  |       |  |  |                                       |  |  |                              |  |
| Casimiro I, duca di Teschen   | Mieszko I, duca di Teschen |                                      |                                      |  |  |       |  |  |                                       |  |  |                              |  |
|                               |                            | …                                    | …                                    |  |  |       |  |  |                                       |  |  |                              |  |
|                               |                            | …                                    | …                                    |  |  |       |  |  |                                       |  |  |                              |  |
|                               |                            | …                                    | …                                    |  |  |       |  |  |                                       |  |  |                              |  |
| Anna di Teschen               |                            | …                                    |                                      |  |  |       |  |  |                                       |  |  |                              |  |
|                               |                            | Trojden I, duca di Masovia           | Boleslao II, duca di Masovia         |  |  |       |  |  |                                       |  |  |                              |  |
|                               |                            | Trojden I, duca di Masovia           | Boleslao II, duca di Masovia         |  |  |       |  |  |                                       |  |  |                              |  |
|                               |                            | Trojden I, duca di Masovia           | Gaudemunda di Lituania               |  |  |       |  |  |                                       |  |  |                              |  |
| Eufemia di Masovia            |                            | Trojden I, duca di Masovia           |                                      |  |  |       |  |  |                                       |  |  |                              |  |
|                               |                            | Maria di Galizia-Volinia             | Jurij I, principe di Galizia-Volinia |  |  |       |  |  |                                       |  |  |                              |  |
|                               |                            | Maria di Galizia-Volinia             | Jurij I, principe di Galizia-Volinia |  |  |       |  |  |                                       |  |  |                              |  |
|                               |                            | Maria di Galizia-Volinia             | Eufemia di Cuiavia                   |  |  |       |  |  |                                       |  |  |                              |  |
|                               |                            | Maria di Galizia-Volinia             |                                      |  |  |       |  |  |                                       |  |  |                              |  |

## Fonti
- (DE)  Europäische Stammtafeln Vittorio Klostermann, Gmbh, Francfort-sur-le-Main, 2004,  Die Herzoge von Schlesien, in Liegnitz 1352-1596 und in Brieg 1532-1586 des Stammes der Piasten  Volume III Tafel 10.
- (EN) Peter Truhart, Regents of Nations, K. G Saur Münich, 1984-1988.